# Baiti
Baiti is een district en plaats in de republiek Nauru, een eilandstaatje in Oceanië. Het district heeft een totale oppervlakte van 1,2 km² en telde 579 inwoners op 1 januari 2006.
Tot 1968 was het district een gouw bestaande waarin 15 afzonderlijke dorpen geïdentificeerd werden. Die dorpen waren: Adrurior, Aeonun, Anakawida, Anut, Ataneu, Atirabu, Baiti, Deradae, Ibedwe, Imangengen, Imaraga, Mangadab, Mereren, Umaruru, Yatabang. Die kernen waren echter zo aaneengegroeid dat ze in 1968 allen gedegradeerd werden tot onderdeel van de kern Baiti.
Aiwo · Anabar · Anetan · Anibare · Baiti · Boe · Buada · Denigomodu · Ewa · Ijuw · Meneng · Nibok · Uaboe · Yaren